# 富屯街道
富屯街道，是中华人民共和国辽宁省锦州市北镇市下辖的一个乡镇级行政单位。

## 行政区划
富屯街道下辖以下地区：
兴隆村、红石村、石佛村、台子沟村、曾家村、新立村、龙岗子村、胡屯村、富屯村和西陆屯村。